# Centre Democràtic Liberal
Centre Democràtic Liberal (en sigles CDL) és un partit de centredreta d'àmbit espanyol fundat el 2006.

## Història
El Centre Democràtic i Social, fundat en 1982 per Adolfo Suárez després de la desintegració d'UCD, va decidir en el seu XI Congrés Nacional (novembre de 2005) dissoldre's i integrar-se en el PP (integració que en l'actualitat ja no existeix). Un sector del CDS disconforme amb aquesta decisió, va optar per continuar una línia desmarcada dels dos grans partits i va constituir formalment el 2006 amb l'objectiu prioritari de recuperar i aglutinar el vot centrista i liberal progressista. El seu president fundador és Víctor Manuel Sarto Lorén. Es va plantejar com primer repte electoral comparèixer en les eleccions autonòmiques i municipals de 2007, obtenint 39 regidors i 5 alcaldes arreu d'Espanya.
El març de 2007, membres adscrits a la Secretaria de Joventut del CDL funden l'associació juvenil Joves de Centre i en el mes de juliol, el Partit Europeu Liberal d'Espanya s'integra en les files del Nou Centre i acorden enfortir tots junts a CDL com el referent espanyol dels liberals demòcrates europeus, tramitant així l'entrada del Centre Democràtic Liberal a l'ELDR. En el seu II Congrés Nacional, celebrat a Madrid els dies 19 i 20 de gener de 2008, resulta triat per unanimitat nou líder dels liberals demòcrates espanyols, Manuel Alonso. El nou president va ser diputat centrista per Madrid (IV Legislatura) i Secretari General de Joventuts Centristes (J.CDS) des de 1986 a 1991, ostentant així la condició de membre del Comitè Executiu Nacional de CDS presidit per Adolfo Suárez.
En 2014 es va dissoldre per integrar-se en Ciutadans - Partit de la Ciutadania.